# Schizothorax kumaonensis
Schizothorax kumaonensis és una espècie de peix cipriniforme de la família dels ciprínids.

## Morfologia
Els mascles poden assolir els 18,5 cm de longitud total.

## Distribució geogràfica
Es troba a Uttar Pradesh (Índia).